# Wish (The Cure)
| Recensione | Giudizio |
| ---------- | -------- |
| AllMusic   |          |

Wish è il nono album in studio del gruppo musicale britannico The Cure, pubblicato il 21 aprile 1992.
È il secondo album dei Cure a raggiungere la top 10 dell'Hit parade ufficiale italiana (7º posto), collocandosi al 43º posto fra gli album più venduti complessivamente nel 1992.

## Descrizione
Provenienti dall'affermazione mondiale giunta con Disintegration e con 4/5 di formazione nel gruppo da 7 anni, i Cure mettono a segno un altro successo sia di critica che di pubblico con Wish, che entra alla numero 1 in Gran Bretagna e alla numero 2 negli Stati Uniti d'America, arrivando rispettivamente a conquistare il Disco d'oro e il Disco di platino nei due paesi e diventando ad oggi l'album più venduto nella carriera della band.

## Tracce
Testi e musiche di The Cure (Perry Bamonte, Simon Gallup, Robert Smith, Porl Thompson, Boris Williams).
1. Open – 6:51
2. High – 3:37
3. Apart – 6:38
4. From the Edge of the Deep Green Sea – 7:45
5. Wendy Time – 5:13
6. Doing the Unstuck – 4:25
7. Friday I'm in Love – 3:38
8. Trust – 5:33
9. A Letter to Elise – 5:14
10. Cut – 5:56
11. To Wish Impossible Things – 4:44
12. End – 6:47

Durata totale: 66:21

## Formazione
- Robert Smith: voce, chitarra, basso a sei corde, tastiere
- Simon Gallup: basso
- Porl Thompson: chitarra, tastiere
- Boris Williams: batteria, percussioni
- Perry Bamonte: chitarra, basso a sei corde, tastiere

## Classifiche

### Classifiche settimanali
| Classifica (1992-2022) | Posizione massima |
| ---------------------- | ----------------- |
| Australia              | 1                 |
| Austria                | 14                |
| Canada                 | 12                |
| Finlandia              | 17                |
| Francia                | 17                |
| Germania               | 6                 |
| Italia                 | 7                 |
| Norvegia               | 7                 |
| Nuova Zelanda          | 3                 |
| Paesi Bassi            | 22                |
| Regno Unito            | 1                 |
| Stati Uniti            | 2                 |
| Svezia                 | 10                |
| Svizzera               | 5                 |

### Classifiche di fine anno
| Classifica (1992) | Posizione |
| ----------------- | --------- |
| Germania          | 35        |
| Italia            | 43        |
| Nuova Zelanda     | 32        |
| Stati Uniti       | 55        |